# Endozepiny
Endozepiny - naturalnie występujące w ośrodkowym układzie nerwowym małe cząsteczki, które działają jako modulatory allosteryczne receptora GABA poprzez miejsce benzodiazepinowe. Ich działanie jest podobne do działania benzodiazepin tzn. zwiększa częstotliwość otwierania się kanału chlorkowego. Dotychczas odkryto 3 związki z grupy endozepin. Są to głównie peptydy o niskiej masie cząsteczkowej i wydzielane są prawdopodobnie przez astrocyty. Nazwa endozepiny, (endo)genne benzodia(zepiny), podobnie jak nazwa endorfiny czyli (endo)genne mor(finy) wskazuje, że związki te są naturalnymi agonistami receptorów benzodiazepinowych.